# Cụm sao Vịt Trời
Cụm sao Vịt Trời (còn gọi là Messier 11 hay NGC 6705) là một cụm sao phân tán trong chòm sao Thuẫn Bài (Scutum). Nó được Gottfried Kirch phát hiện năm 1681. Charles Messier đưa nó vào danh lục của ông năm 1764.
Cụm sao Vịt Trời là một trong những cụm sao phân tán phong phú và cô đặc nhất đã biết, chứa khoảng 2.900 ngôi sao. Độ tuổi ước tính là khoảng 220 triệu năm. Tên gọi của nó xuất phát từ các ngôi sao sáng nhất hình thành nên một tam giác trông hơi giống như một đàn vịt trời đang bay.